# George T. Anthony

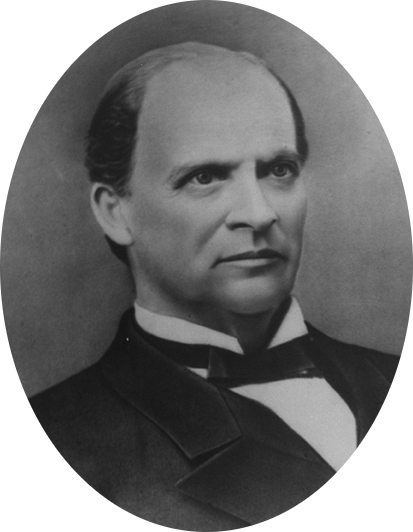
George T. Anthony

George Tobey Anthony (* 9. Juni 1824 in Mayfield, Fulton County, New York; † 5. August 1896 in Topeka, Kansas) war ein US-amerikanischer Politiker und von 1877 bis 1879 der siebte Gouverneur des Bundesstaates Kansas.

## Frühe Jahre und politischer Aufstieg
George Anthony wuchs in seiner Heimat im Staat New York auf und besuchte dort auch die öffentlichen Schulen. Nach dem frühen Tod seines Vaters brauchte er dringend Geld und konnte nur im Winter die Schulen besuchen. Im Sommer verdiente er sein Geld als Aushilfskraft auf den Farmen der Gegend. Später absolvierte er bei seinem Onkel eine Lehre als Zinn- und Kupferschmied. Während des Bürgerkrieges war er Captain einer Einheit aus dem Staat New York. Bis zum Ende des Krieges war er zum Brevet-Major aufgestiegen.
Nach dem Ende seiner Militärzeit im Juni 1865 zog er nach Leavenworth in Kansas. Dort war er bei zwei Zeitungen beschäftigt. Seine Laufbahn im öffentlichen Dienst begann im Jahr 1867 bei der US-Steuerbehörde in Kansas. Zwischen 1873 und 1876 war er Vorsitzender des Landwirtschaftsausschusses von Kansas. Im Jahr 1876 wurde er von der Republikanischen Partei als Kandidat für die Gouverneurswahlen aufgestellt.

## Gouverneur von Kansas
Nach seiner erfolgreichen Wahl trat Anthony am 8. Januar 1877 seine zweijährige Amtszeit an. Als Gouverneur wurde er für seine Sparsamkeit bekannt. In seiner Amtszeit wurde in Kansas das erste Telefon installiert. Ebenfalls in dieser Zeit kam es zu den letzten Indianerkriegen auf dem Gebiet dieses Staates. Während der Regierungszeit von Gouverneur Anthony wurde außerdem ein Fischerei-Ausschuss gegründet und eine Reform des Schulwesens in die Wege geleitet. Ein Eisenbahnerstreik im Jahr 1877 wurde von einem tragischen Todesfall überschattet, als die Nationalgarde versehentlich einen Geistlichen erschoss. Im Jahr 1878 bewarb sich Anthony um seine Wiederwahl. Er scheiterte aber bereits innerhalb seiner eigenen Partei, die ihn nicht mehr nominierte.

## Weiterer Lebenslauf
Nach dem Ende seiner Amtszeit als Gouverneur nahm Anthony weiterhin am öffentlichen Leben teil. Von 1881 bis 1883 war er Leiter einer mexikanischen Eisenbahngesellschaft. Im Jahr 1885 wurde er in das Repräsentantenhaus von Kansas gewählt. Zwischen 1889 und 1893 gehörte Anthony dem Eisenbahnausschuss an. Im Jahr 1892 scheiterte sein Versuch, in den Kongress gewählt zu werden. Als letztes öffentliches Amt bekleidete er 1895 den Posten eines Versicherungsbeauftragten der Regierung von Kansas. George Anthony starb im Jahr 1896 und wurde in Topeka beigesetzt. Er war mit Rosa Lyon verheiratet, mit der er ein Kind hatte.